# Самос (Іспанія)
Са́мос (ісп. Samos, МФА: [ˈsa.mos]) — муніципалітет і містечко в Іспанії, в автономній спільноті Галісія, провінція Луго, комарка Саррія. Розташоване у північно-західній частині країни. Лежить на Французькій дорозі Шляху святого Якова. Окраса містечка — бенедиктинський Самоський монастир святого Юліана. Входить до складу Лугоської діоцезії Католицької церкви. Площа муніципалітету — 136,77 км², населення муніципалітету — 1707 ос. (2009); густота населення — 
. Висота над рівнем моря — 700 м. Телефонний код — 34 982.

## Назва
- Са́мос (гал. і ісп. Samos, МФА: [ˈsa.mos]) — сучасна іспанська і галісійська назва.

## Географія
Муніципалітет розташований на відстані близько 400 км на північний захід від Мадрида, 37 км на південний схід від Луго.

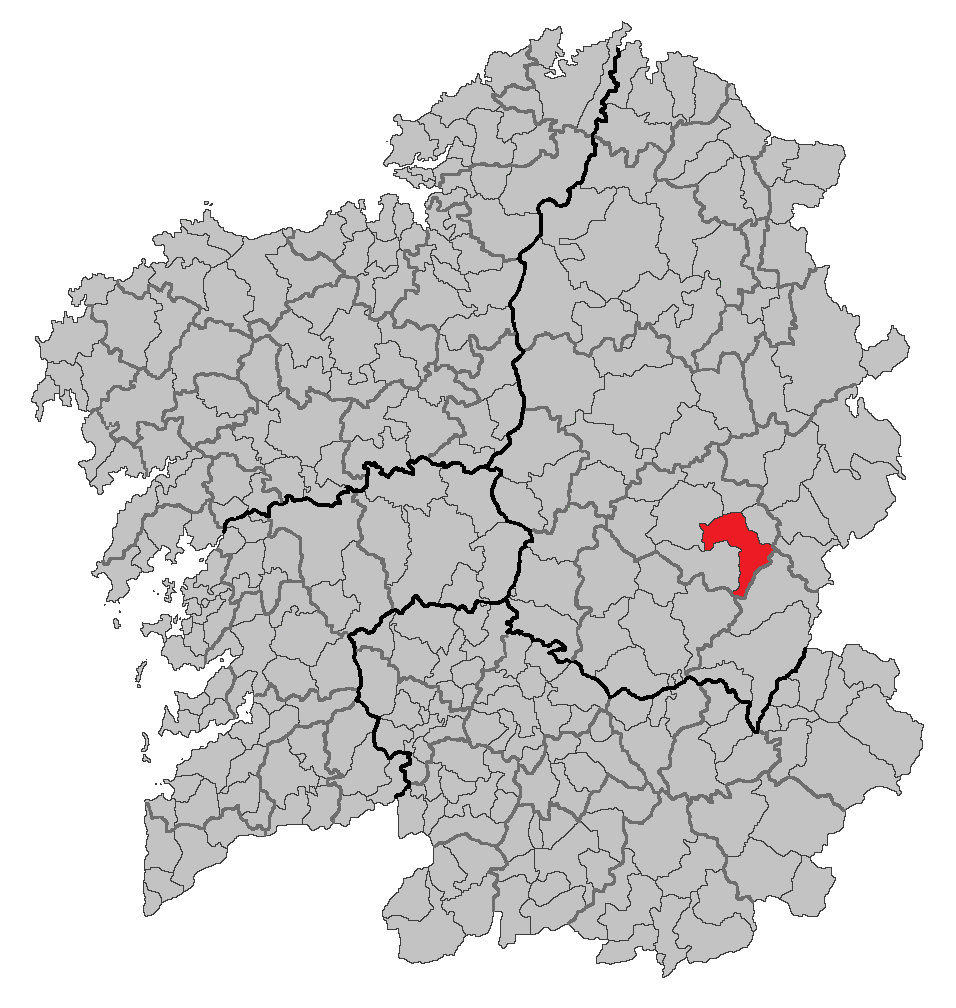
Муніципалітет у Галісії
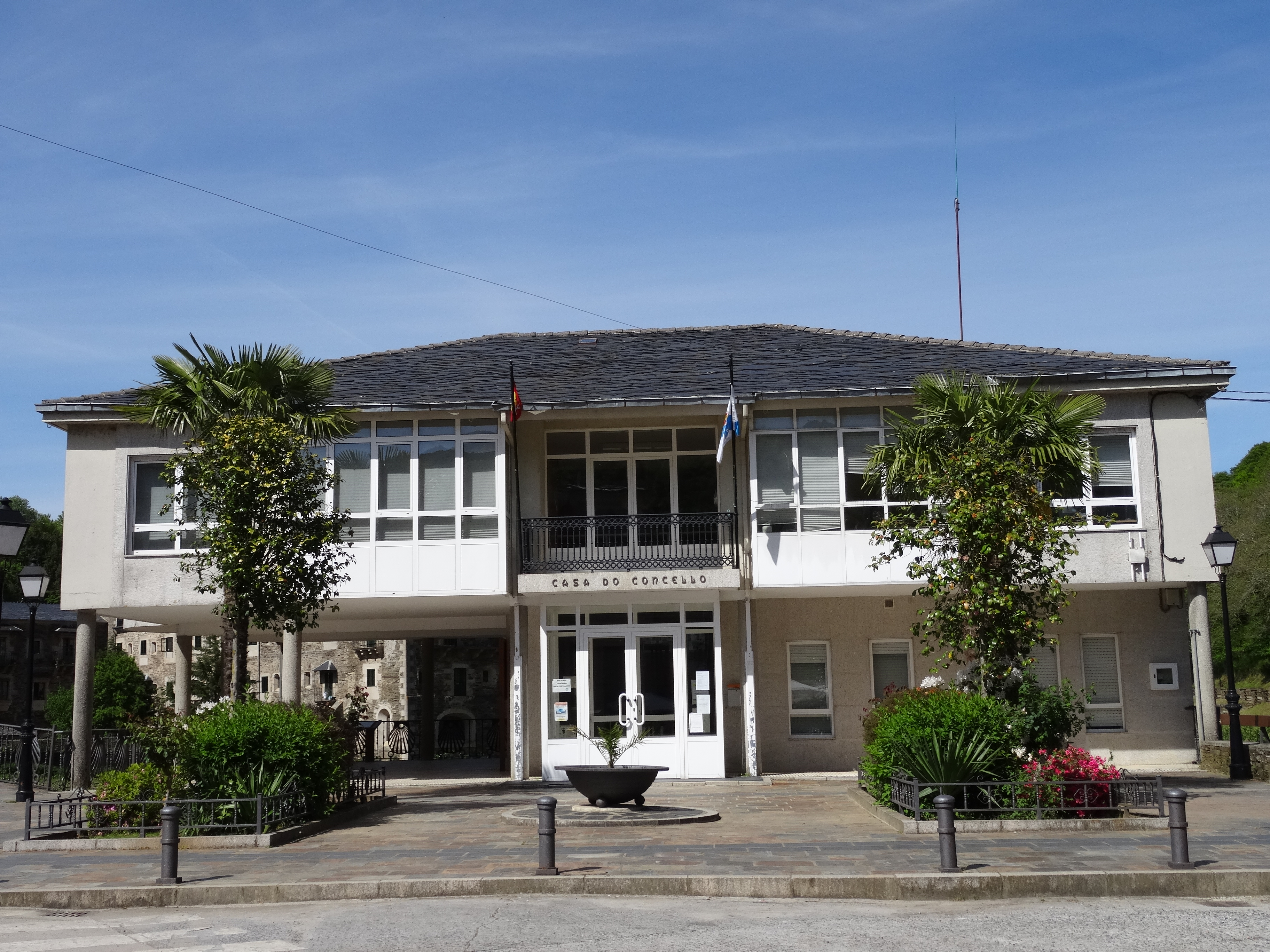
Ратуша
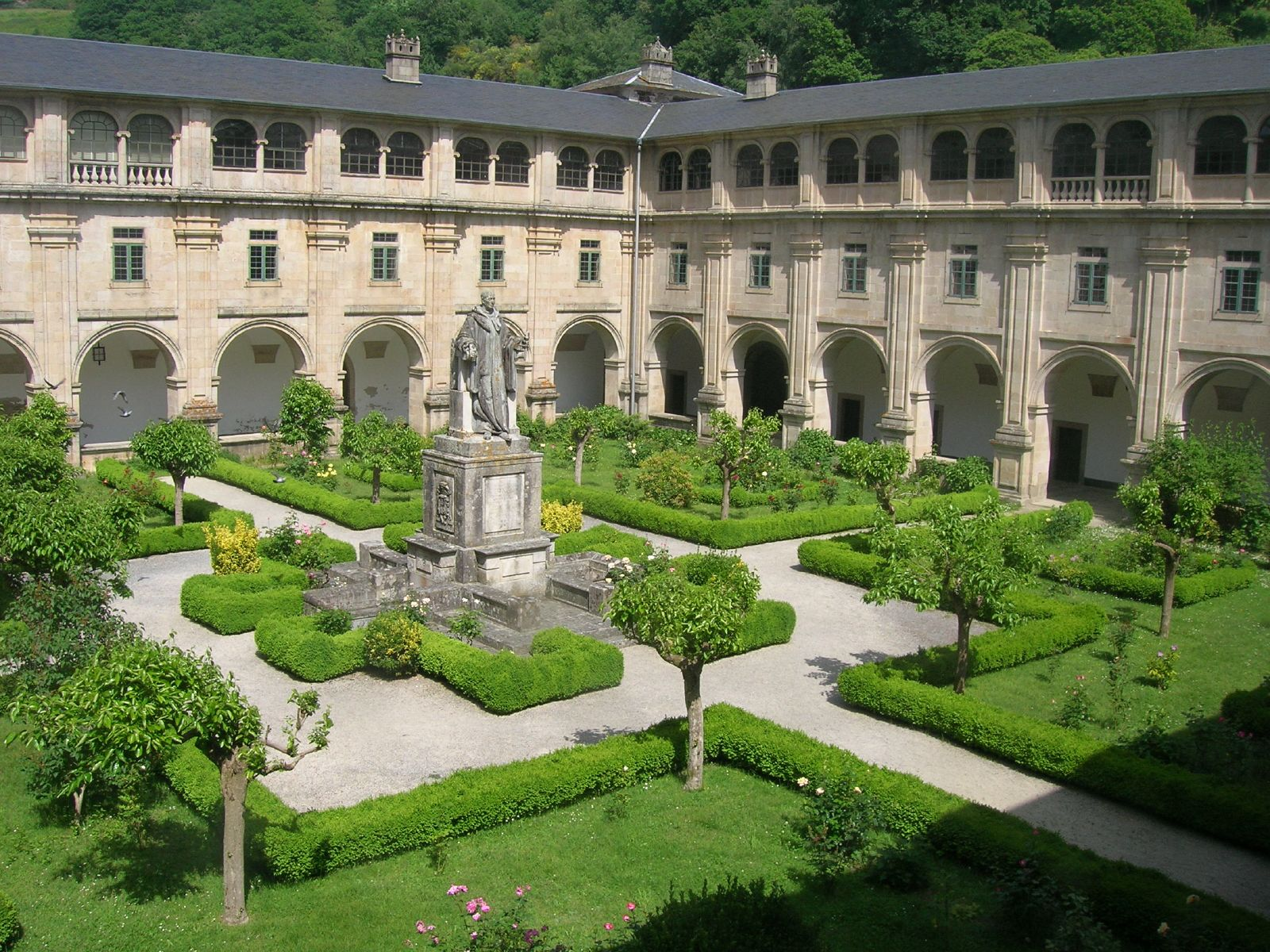
Монастир св. Юліана
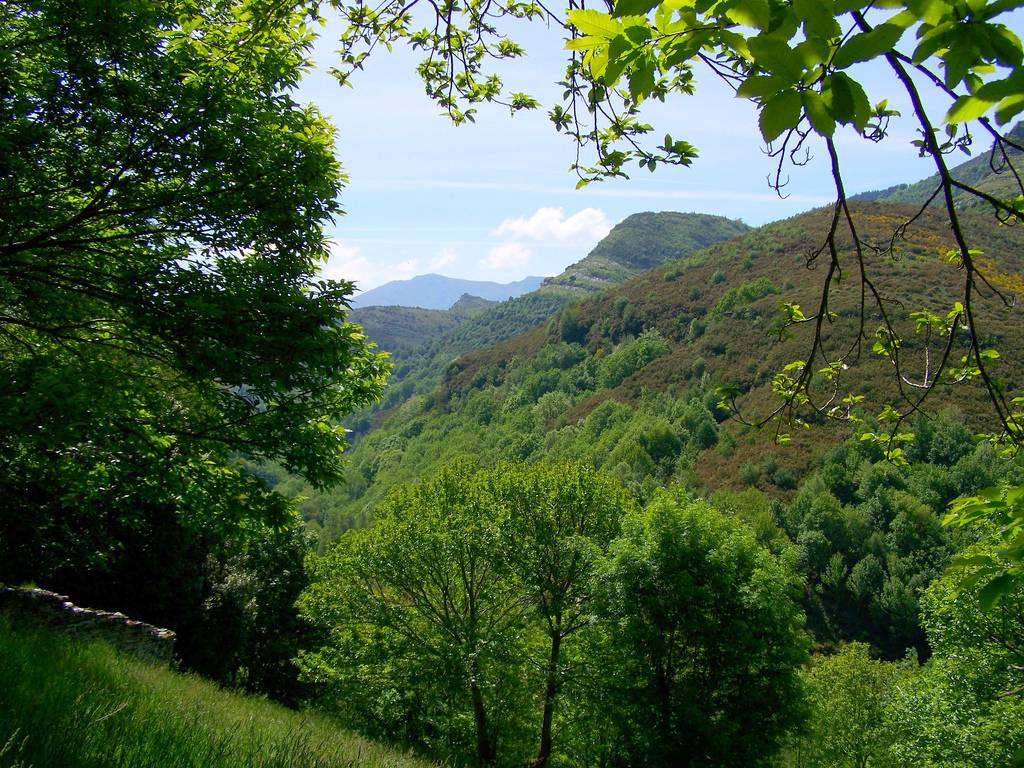
Краєвид

## Демографія
Динаміка населення (INE ):

## Парафії
Муніципалітет складається з таких парафій:
1. Кастронкан
2. Естрашис
3. Формігейрос
4. Фрейшо
5. Фрольяйс
6. Гундріс
7. Лоурейро
8. Лоусада
9. Монтан
10. Паскайс
11. Рейріс
12. Ренче
13. Ромельє
14. Самос
15. Сан-Крістово-де-Лоусара
16. Сан-Крістово-до-Реаль
17. Сан-Мамеде-до-Коуто
18. Сан-Мартіньйо-до-Реаль
19. Сан-Шиль-де-Карбальйо
20. Сан-Шоан-де-Лоусара
21. Санталья
22. Суньїде
23. Тейбіліде
24. Соо

## Релігія
Самос входить до складу Лугоської діоцезії Католицької церкви. У містечку розташований бенедиктинський Самоський монастир святого Юліана.